# Q.E.F.
Quod erat faciendum, latinsk fras som i fri översättning betyder vilket skulle utföras. Används framförallt i en del versioner av Euklides elementa, där en viss geometrisk konstruktion ska utföras. 
Ofta föregås frasen av ett bevis för att verifiera att konstruktionen är korrekt och därför föregås även av ett Q.E.D..

## Exempel
När Euklides visar hur man med passare och linjal kan dela en vinkel i två lika stora delar utför han en viss konstruktion, som han (i vissa utgåvor) först bevisar är korrekt och avslutas med Q.E.D., och sedan avslutar han hela konstruktionsproblemet med Q.E.F.